# André Birabeau
André Albert Birabeau né le 6 décembre 1890 à Paris 5e et mort le 1er octobre 1974 à Monaco, est un écrivain et dramaturge français, frère de Jacques Paul Birabeau, né le 12 avril 1932 et décédé le 28 février 2024.

## Filmographie
- Comme dialoguiste :
  - 1932 : L'Ane de Buridan, réalisé par Alexandre Ryder
- Comme scénariste :
  - 1937 : Un déjeuner de soleil, réalisé par Marcel Cravenne
- Comme auteur de l'œuvre originale :
  - 1931 : La Fille et le garçon, réalisé par Wilhelm Thiele et Roger Le Bon
  - 1932 : La Fleur d'oranger, réalisé par Henry Roussell
  - 1932 : Côte d'Azur, réalisé par Roger Capellani
  - 1934 : Votre sourire, réalisé par Pierre Caron et Monty Banks
  - 1934 : On a trouvé une femme nue, réalisé par Léo Joannon
  - 1935 : Voyage d'agrément, réalisé par Christian-Jaque
  - 1937 : Un déjeuner de soleil, réalisé par Marcel Cravenne
  - 1938 : La Chaleur du sein, réalisé par Jean Boyer
  - 1942 : À vos ordres, Madame, réalisé par Jean Boyer
  - 1946 : La Femme fatale, réalisé par Jean Boyer

## Théâtre
- 1920 : La Femme fatale, Théâtre des Mathurins[2].
- 1921 : Une sacré petite blonde d'André Birabeau et Pierre Wolff, Théâtre Daunou
- 1923 : Est-ce possible ?, mise en scène Lugné-Poe, Théâtre de l'Œuvre
- 1923 : Le Parfum de da femme coupable
- 1924 : La Fleur d'oranger d'André Birabeau et Georges Dolley, Comédie Caumartin
- 1924 : On a trouvé une femme nue, Théâtre des Nouveautés
- 1924 : Le Chemin des écoliers, Théâtre des Mathurins
- 1924 : Chifforton, Théâtre des Nouveautés
- 1927 : L'Eunuque 3 actes d'Henri Duvernois et André Birabeau, Théâtre Femina
- 1927 : La femme fatale (reprise), comédie en 3 actes, Comédie Caumartin, mise en scène  René Rocher , avec Paul Bernard et Blanche Montel
- 1927 : Le mauvais ange, comédie en 3 actes, Comédie Caumartin
- 1930 : Une femme qui a du sans dans les veines, comédie en 3 actes et 4 tableaux, Théâtre du Palais-Royal, avec Augustine Leriche
- 1933 : Ma sœur de luxe, mise en scène André Lefaur, Théâtre de Paris
- 1935 : Dame nature, Théâtre de l'Œuvre
- 1936 : Fiston, comédie en quatre actes, Théâtre des Variétés le 26 février 1936 avec André Berley et Marguerite Pierry
- 1937 : Pamplemousse, Théâtre Daunou
- 1938 : Dame Nature, Théâtre Daunou
- 1939 : Cicatrice, Théâtre Daunou[3]
- 1941 : Tout n'est pas noir, Théâtre Daunou
- 1942 : Le second couplet, Théâtre Saint-Georges avec Henri Garat et Spinelly
- 1942 : Le fleuve amour, Théâtre Daunou, avec Jean Paqui et Suzet Maïs
- 1954 : Souviens-toi mon amour, mise en scène Pierre Dux, Théâtre Édouard VII

## Autres écrits
- Promesse des fleurs, histoires d'enfants, publié dans La Petite Illustration, romans n° 224 du 1er novembre 1930
- La débauche, roman, 1924, Flammarion
- Pipette et Zénana, nouvelles, 1921, Flammarion
- H. Collet, La chèvre d'or, comédie lyrique; livret d'André Birabeau, Théâtre Graslin, Nantes, novembre 1941

## Citations
Lorsqu'un homme commence à soupçonner que son père avait peut-être raison, c'est généralement que son propre fils commence à lui donner tort.
Il y a des ménages qui sont musiciens à leur façon : ils jouent du triangle.
Non, les artistes ne sont pas inutiles. Tenez, quand deux pays n'ont pas réussi à signer un accord militaire ou un accord financier, ils signent un accord culturel.
J'aime beaucoup les femmes qui calculent. Ce sont les meilleures. Elles calculent tout ce qu'elles perdraient à ne m'être pas agréable.
Il y a des choses qu'on n'oserait pas faire s'il fallait les dire à un confident.
La preuve que le théâtre est un endroit singulier: on s'habille pour entrer dans une baignoire.
Le dernier d'une famille nombreuse a l'impression d'être monté en surnombre dans un train déjà complet.
On devrait prendre des conjoints comme on prend des députés, pour cinq ans ; après cela, le conjoint essayerait de se faire réélire.